# 池田亮一
池田 亮一（いけだ りょういち、本名：三村亮一、1906年（明治39年） - 1963年（昭和38年）6月14日）は日本のコミュニスト。しんぶん赤旗の編集長。共産党幹部。岡山県出身。

## 経歴

### 生い立ち
1906年（明治39年）、岡山県に生まれる。旧制岡山県立高梁中学（現：岡山県立高梁高等学校）を経て、1923年（大正12年）第六高等学校文科乙類に進学、1927年（昭和2年）、同校を卒業し、京都帝国大学経済学部へ進学した。1930年（昭和5年）に同大学を卒業した。京大時代に出会った共産主義に没頭し、卒業後は共産党員として活動した。

### 共産党員として
池田は、若いころからコミュニズムに共鳴し、早くからその活動に関与していた。日本の労働運動や左翼活動に身を投じ、共産党の機関紙『赤旗』の編集長を務めるなど、指導的な立場にあった。しかし、1932年の「熱海事件」で逮捕され、過酷な取り調べを受け、刑務所に入る。彼の思想と活動は、当時の日本政府にとって脅威とみなされ、厳しい監視下に置かれた。池田は、戦前からコミュニストとして活躍し、特に中国での社会主義建設に尽力した人物だった。日本の降伏後、池田は中国東北部（旧満洲国）に移住した。そこで中国共産党の映画制作活動に従事し、中華人民共和国政府の映画産業に大きく貢献した。

### 満州での活動と中国共産党との関わり
戦後池田は、中国東北地方で、日本が主導していた「満州映画協会」に関わり、映画業界での活動を始めた。だが、「満映」は中国共産党に接収され、池田はその後の中国の映画事業にも参加することになる。特に注目されるのは、池田が新中国映画の立ち上げに深く関与したことである。中国共産党の支配下で、池田をはじめとする日本人映画人たちは、最初の映画制作所である「東北電影製片廠」の設立に貢献した。この映画製作所は、後の中国映画産業の基盤となり、池田は中国の映画人たちと共に社会主義映画を創り上げていった。また映画だけで無く、教育や社会主義建設の仕事にも関与し、中国共産党の解放戦争に尽力した。

### 鶴岡時代
池田は、満州の解放区が解放されると、山形県鶴岡市に移住した。この時期、彼は元「満鉄」の日本人職員たちを指導する役割を果たし、約100人の集団の学習活動をサポートした。この集団には、後に有名な映画監督となる内田吐夢なども含まれており、池田は彼らと共に社会主義の理論を学び、実践する日々を送った。池田は、人民中国の日本語版に携わり、1963年にはその創刊10周年を祝う式典に出席した。この際、彼は中国政府の高官である周恩来総理や陳毅副総理と直接会話を交わす機会を得た。周恩来の隣に座るという光栄を得た池田は、これを人生の中でも特に印象深い出来事として記憶していた。

### 最期と中国での評価
池田は、1963年6月14日午前10時、仕事の合間の体操の時間に、まだ添削し終えていない原稿を広げたまま、いつもの通り庭で太極拳をしてから、同じ敷地内にある宿舎に戻った。業務再開の時間になっても事務室に姿を見せない池田を不審に思った共産党職員がしばらくして、池田がトイレで倒れ意識不明になっているのを発見。救急搬送されるも、その後、亡くなった。享年57歳だった。彼の死後、当時の中華人民共和国の政府高官であった陳毅副総理が追悼の意を表し、池田の社会主義建設への貢献や日中友好に尽力した精神を称賛した。池田亮一の功績は、単に映画制作にとどまらず、社会主義建設や日中両国民の友好や、彼が日本人として中国の社会主義建設に尽力したことを中国共産党は高く評価してた。